# Андроник Московский
Андрони́к Московский (Спасский; 1320-е, Ростовская земля ― 13 июня 1373, Москва) ― первый игумен московского Спасо-Андроникова монастыря, ученик Сергия Радонежского. Почитается Русской православной церковью в лике святых как преподобный.

## Биография
Дата смерти в биографии Андроника Московского обычно даётся приблизительно. Но согласно Месяцеслову Симона (Азарьина), Андроник скончался 13 июня 1373 года.
Основные сведения об Андронике Московском имеются в Житии преподобного Сергия Радонежского и в Житии святителя митрополита Алексия (составлено Пахомием Логофетом). Там говорится, что к Сергию Радонежскому пришёл отрок и принял у него приблизительно в 1353 году монашеский постриг.
Как-то Сергия Радонежского посетил митрополит Алексий, которому вдумчивый монах пришёлся по нраву, и он забрал его в Москву, определив его для устроения обители Всемилостивого Спаса в семи вёрстах от Кремля на Яузе. В 1361 году была воздвигнута церковь, освящённая митрополитом в честь Нерукотворного образа Спасителя, вокруг которой затем вырос монастырь.
Согласно Русскому биографическому словарю А. А. Половцова, в этом монастыре под крылом Андроника находились известные впоследствии его преемник по монастырю игумен преподобный Савва, иконописцы Андрей Рублёв и Даниил Чёрный.

## Канонизация
Канонизирован Андроник Московский в конце XV века, хотя преподобный Иосиф Волоцкий уже в «Отвещании любозазорным и кратком сказании о святых отцех, бывших в монастырех Рустей земли» (1507) приводит Андроника как одного из наиболее чтимых русских святых.

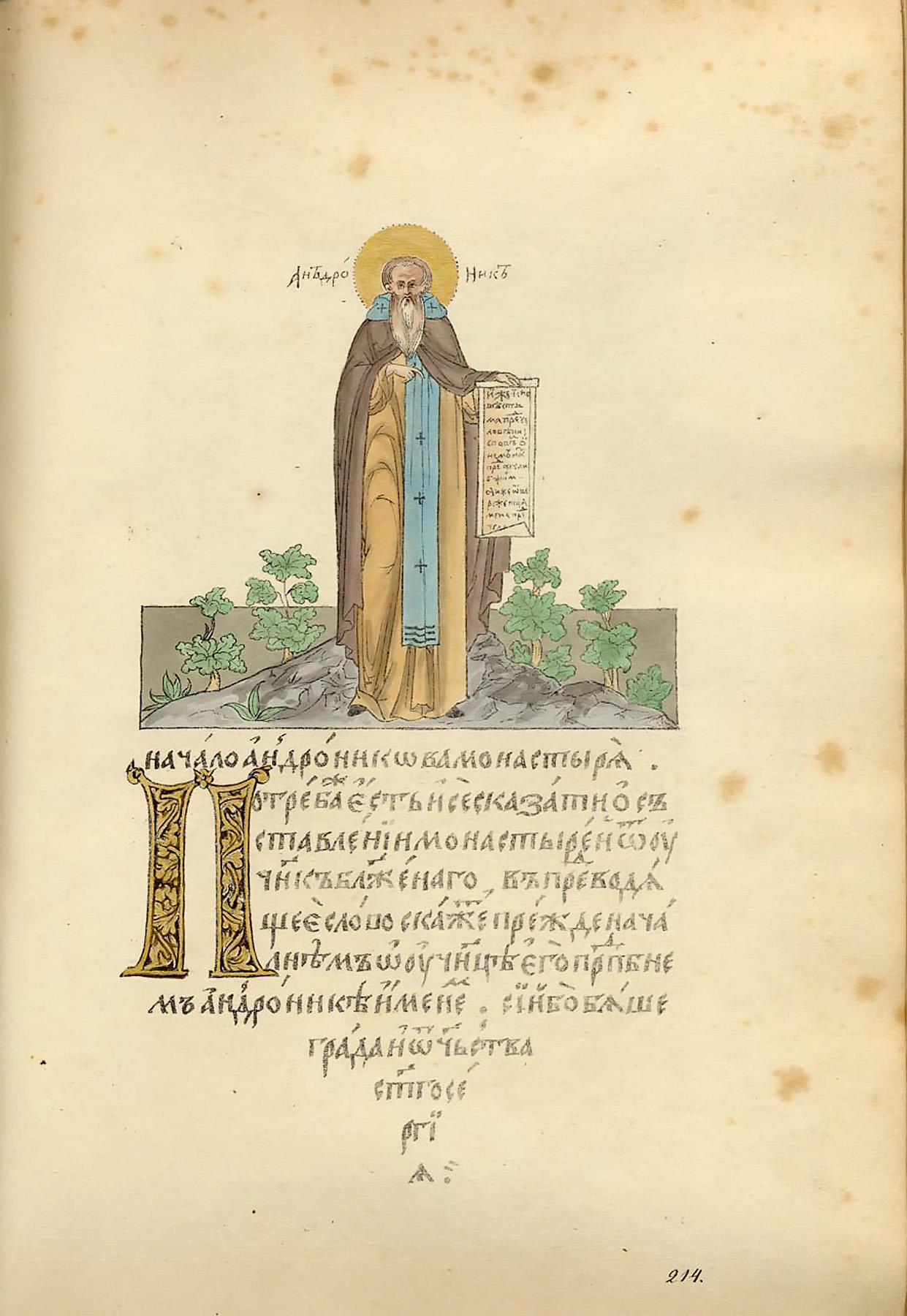
Прп. Андроник был учеником прп. Сергия.; Россия. Сергиев-Посад; XVI в.; памятник: Лицевое житие преподобного Сергия Радонежского. (РГБ, ф. 304/3, № 21); местонахождение: Россия. Москва. Российская Государственная Библиотека (РГБ)

Преподобный Андроник был похоронен в Спасском соборе Андроникова монастыря. В 1812 году французы разграбили монастырь, но мощи остались нетронутыми, голова, однако, исчезла. После 1917 года исчезли и мощи.
В результате археологических исследований 1993 года под древним престолом Спасского собора Андроникова монастыря обнаружены древнейшие захоронения, атрибутированные научным руководителем раскопок профессором Олегом Ульяновым основателям Спасо-Андроникова монастыря — Андронику Московскому и Савве Московскому.
Память Андроника Московского отмечается с 1946 года после освящения Спасского собора Андроникова монастыря в 1989 году. В 1981 году его имя включено в Собор Радонежских святых.
Дни памяти: 13 июня, 6 июля (Радонежские святые), 2-я неделя по Пятидесятнице.

## Иконография
Самое раннее изображение ― скорее всего, на иконе «Святитель Алексий, митрополит Московский, с 19 клеймами жития» письма иконописца Дионисия, конца XV века, в двух клеймах: святитель Алексий просит у преподобного Сергия Радонежского Андроника на игуменство в Спасский монастырь, святитель Алексий благословляет Андроника на игуменство. Андроник изображён здесь в монашеском одеянии, но с непокрытой головой, с короткой русой бородой.
Миниатюры с Андроником есть в лицевом житии преподобного Сергия Радонежского. Андроник Московский изображён на медальоне-иконе «Древо государства Московского» Симона Ушакова (1668), со свитком. Образ Андроника Московского есть на иконе «Собор Радонежских святых» в Успенском соборе.
Из Андроникова монастыря сохранилась икона преподобных Андроника и Саввы Московского второй половины XIX века, где Андроник представлен старцем в мантии, с длинной бородой, левая рука с чётками прижата к груди. В 1980—1990 годах появились несколько икон Андроника Московского, созданных московскими иконописцами. Так, например, в 1995 году для Спасского собора Андроникова монастыря настоятелем протоиереем Вячеславом Савиных написана храмовая икона преподобных Андроника и Саввы Московского.

## Тропарьпрп. Андронику Московскому
Безмолвие от юности возлюбив, /
на гору Маковец пришел еси, Андрониче блаженне, /
обитель общаго жития устроил еси в земнем граде Москве, /
во обители Небеснаго града ныне ликовствуеши, /
молися Христу Богу /
спастися душам нашим.